# Van Boetzelaerpark

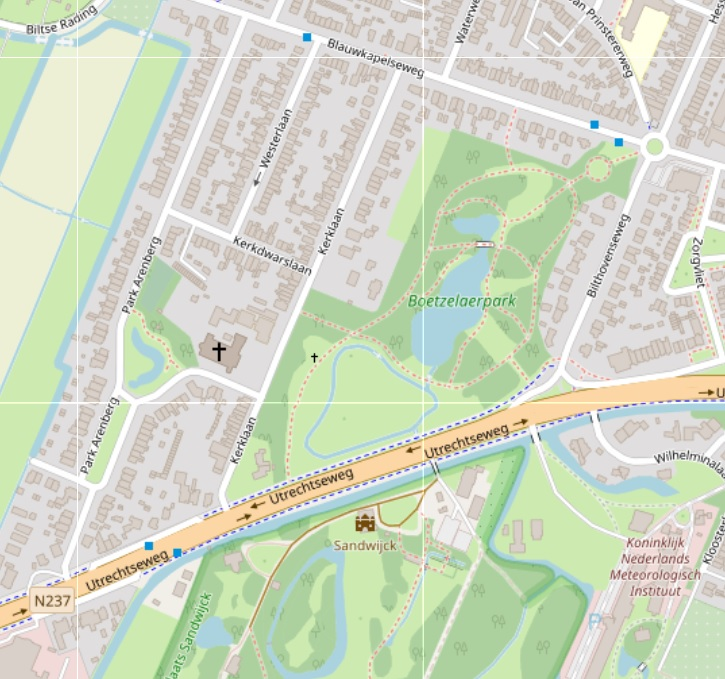
locatie van het Van Boetzelaerpark

Het Van Boetzelaerpark is een park in de Nederlandse plaats De Bilt.
Het park wordt aan de zuidzijde begrensd door de Utrechtseweg (N237) en aan de noordkant door de Blauwkapelseweg. Aan de zijkanten lopen de Bilthovenseweg en de Kerklaan. Het park vormde tot 1931 de overtuin aan de noordzijde van het huis Sandwijck.
Het Van Boetzelaerpark vertoont kenmerken van de Engelse landschapsstijl met slingerende paden, gazons, verschillende boom- en heestergroepen en vele doorzichten. De vijver in het park is een centraal punt. De uitgegraven grond is gebruikt voor de glooiingen op andere plaatsen in het park. 

## Ontstaan
Sinds 1854 was de familie Van Boetzelaer eigenaar van het landgoed Sandwijck. De in 1854 geboren dr. Carel Wessel Theodorus baron van Boetzelaer van Dubbeldam (1873-1956) was theoloog en lid van de Tweede Kamer als afgevaardigde van de toenmalige Christelijk-Historische Unie (CHU). Aan de noordkant van de Utrechtseweg bevond zich een grote overtuin. Deze overtuin lag tussen de Hessenweg (vanaf 1927 Bilthovenseweg (1927) aan de oostzijde en de Waterweg met de latere Kerklaan (1911) aan de westzijde. Om het uitzicht vanuit Sandwijck aantrekkelijker te maken had Van Boetzelaer al meerdere boomgroepen in dit gebied laten aanplanten. In De Bilt was al lange tijd behoefte aan een muziektent, een geschikte locatie was er echter niet.
In 1930 besloot hij een wandelpark te laten aanleggen op 7,5 hectare van het landgoed. De aanleg van het “Dr. Carel van Boetzelaerpark”  gebeurde in het kader van een werkverschaffingsproject. Het ontwerp was van de firma H. Copijn en Zn. uit Groenekan. Door tientallen werklozen werd een slingervijver gegraven, werden bomen en struiken geplant en werden wandelpaden aangelegd. De reeds aanwezige boomgroepen werden opgenomen in het park. In de crisistijd kreeg De Bilt daarmee de beschikking over een stadspark met een grote vijver, een muziektent en flaneergelegenheid.
Op 17 januari 1931 plantte dochter Johanna Charlotte barones Van Boetzelaer (1910-1994), de ‘eerste’ boom op het gazon aan de Kerklaanzijde. Aan de voet van deze boom, een hickorynoot (Carya Alba), werd een fles met oorkonde ingegraven.
Op 8 juni 1931 werd het park door de baron overgedragen aan burgemeester H.P. baron van der Borch tot Verwolde door middel van het doorknippen van een lint.

## Schenking met voorwaarden
Aan de schenking waren wel enkele voorwaarden verbonden. De voorwaarden leidden toen tot hevige discussies in de gemeenteraad en in het dorp. Zo moest het wandelpark altijd een park blijven en was het onderhoud voor rekening van de gemeente. De zogenaamde annexatieclausule bepaalde dat wanneer het park binnen de grenzen van een andere gemeente zou komen te liggen, de gemeente De Bilt een fors bedrag moest betalen aan de familie. De clausule geldt honderd jaar, dus tot het jaar 2032. 

## Renovatie
Na de Tweede Wereldoorlog verslonsde het park en werd steeds meer een ‘hangplek’ voor jongeren. In 2013 werd in opdracht van de gemeente een ontwerpplan gemaakt door de firma Copijn.
Aan de noordwestzijde van de vijver werd eendenkooi en alle beplanting weggehaald. Het gerenoveerde parkhuisje werd het centrale punt voor de vrijwilligers en er worden natuurlessen voor kinderen verzorgd. Een vlonder bij het huisje biedt de mogelijkheid om dicht bij het water te komen om het waterleven te bekijken. 
Omdat het water in de vijver nogal laag kan worden in de zomermaanden en omdat de waterkwaliteit soms minder goed is dan gewenst in 2016 is de vijver verbonden met de hoger gelegen Biltse Grift. Daarmee verbeterde de waterkwaliteit, was er minder verdroging en meer ruimte voor water in natte tijden. De verbinding bestaat uit een buis van ongeveer 20 cm onder de Utrechtseweg door. In het park komt de buis uit in een als buffer dienende sloot rondom het weiland, vervolgens werd de sloot verbonden met de vijver van het park. 

## Parkonderdelen
Vijver
Over de smalle verbinding tussen de ‘grote’ en de ‘kleine’ vijver ligt een houten bruggetje. 
Weiland
Na de plaatsing van een hek gingen begraasden brandrode runderen het weiland. 
Duiventoren
De achtkantige duiventoren staat op een vierkante met spitsbogen opengewerkte basis. De toren uit 1832 is afkomstig van de buitenplaats Arenberg en kwam na een veiling in 1855 naar overbuurman Van Boetzelaer.
Bilts Hoogkruis
In 2013 werd bij het 900 jarig bestaan van De Bilt een hoogkruis geplaatst in het park. Op de voet van het beeld staan twee ridders te paard. Een van de ridders maakte 900 jaar daarvoor en pelgrimstocht naar Ierland. De opgedane inspiratie uit de Iers-Keltische spiritualiteit in de kloosters leidde tot de stichting van het Sint Laurensklooster in de heerlijkheid Oostbroek. De Bilt zou later vanuit het klooster Oostbroek ontstaan. Het hoogkruis maakt de historische connectie tussen De Bilt en Ierland zichtbaar. Het kruis vormt een geschiedenisboek in steen.

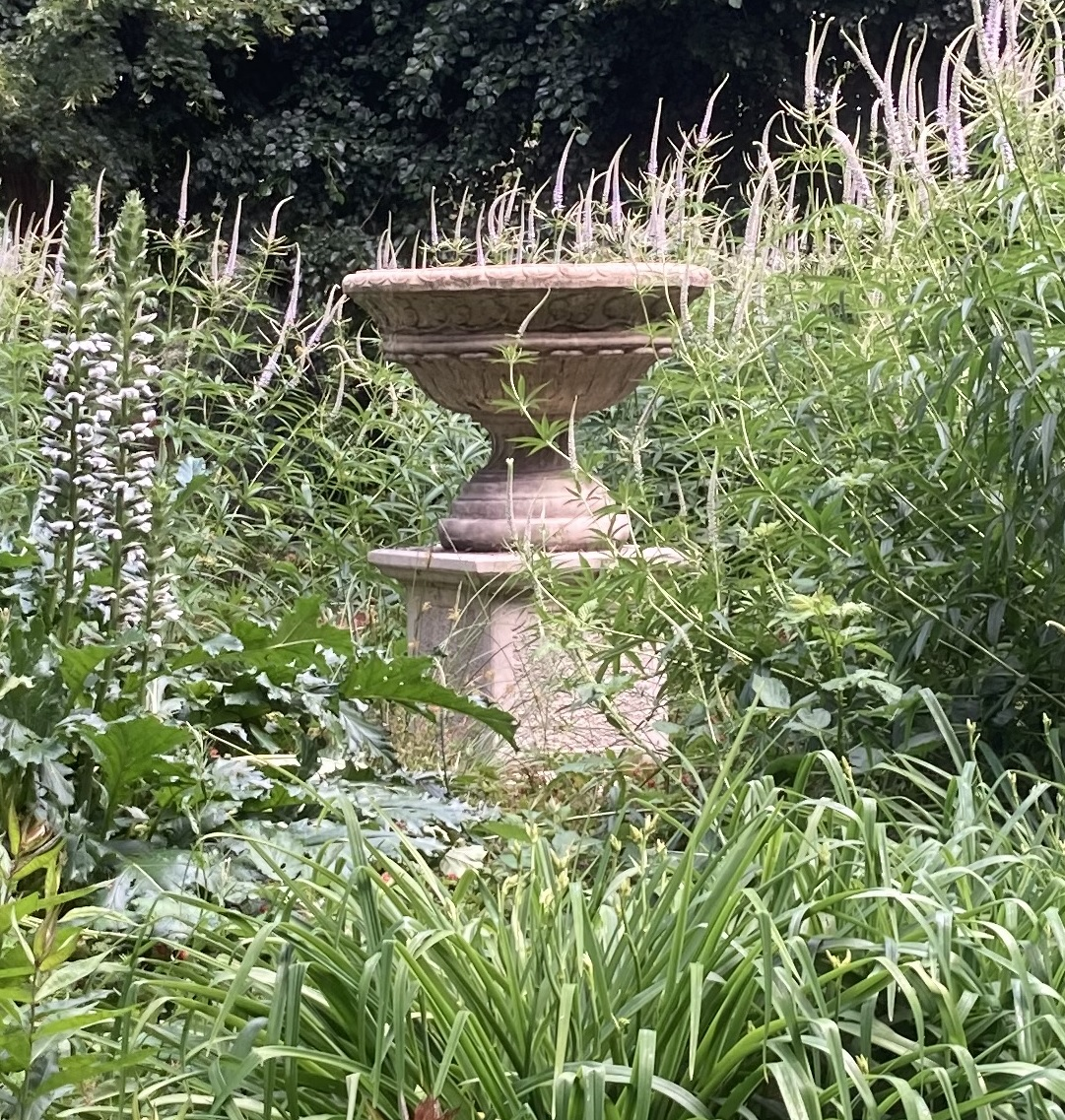
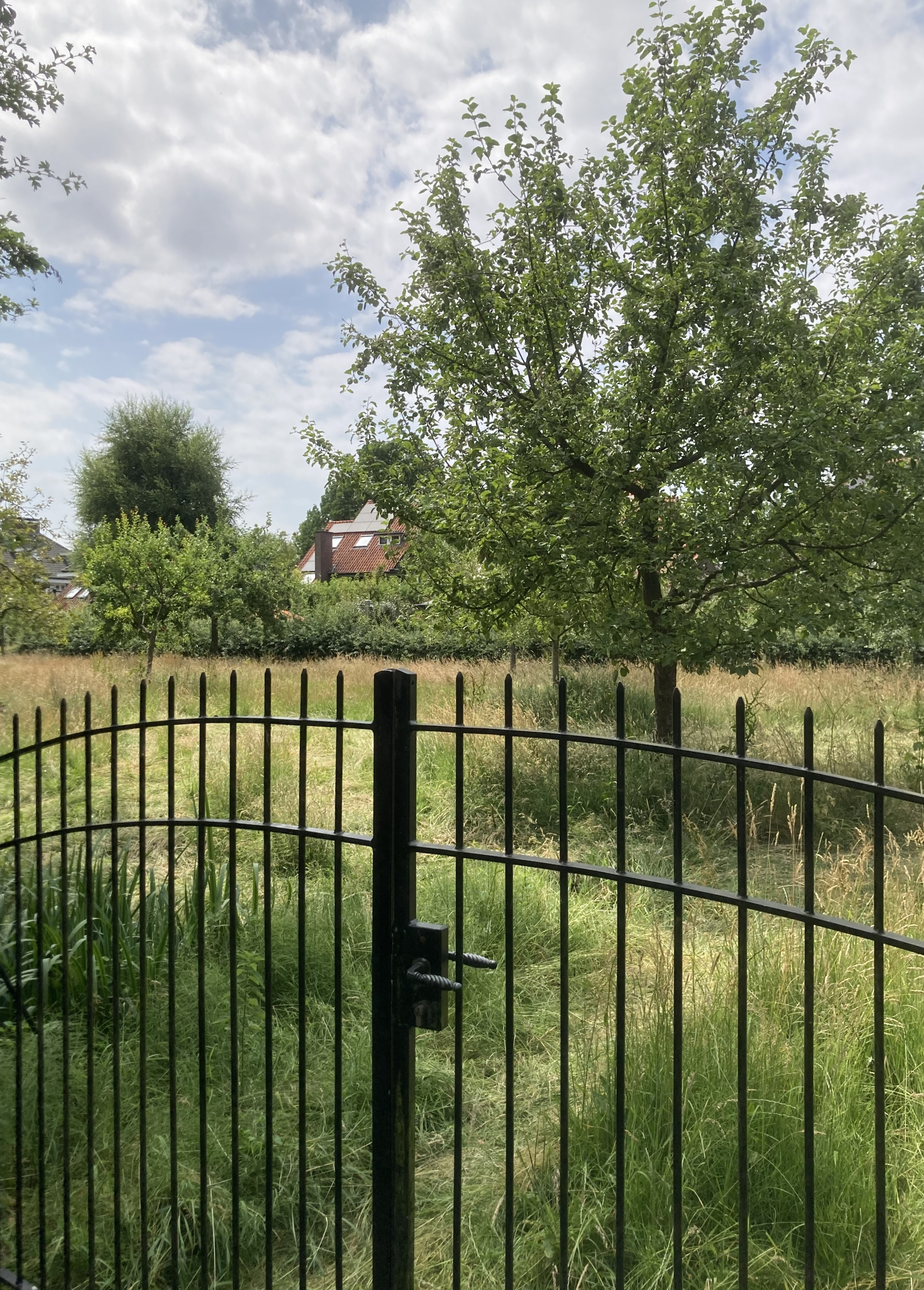
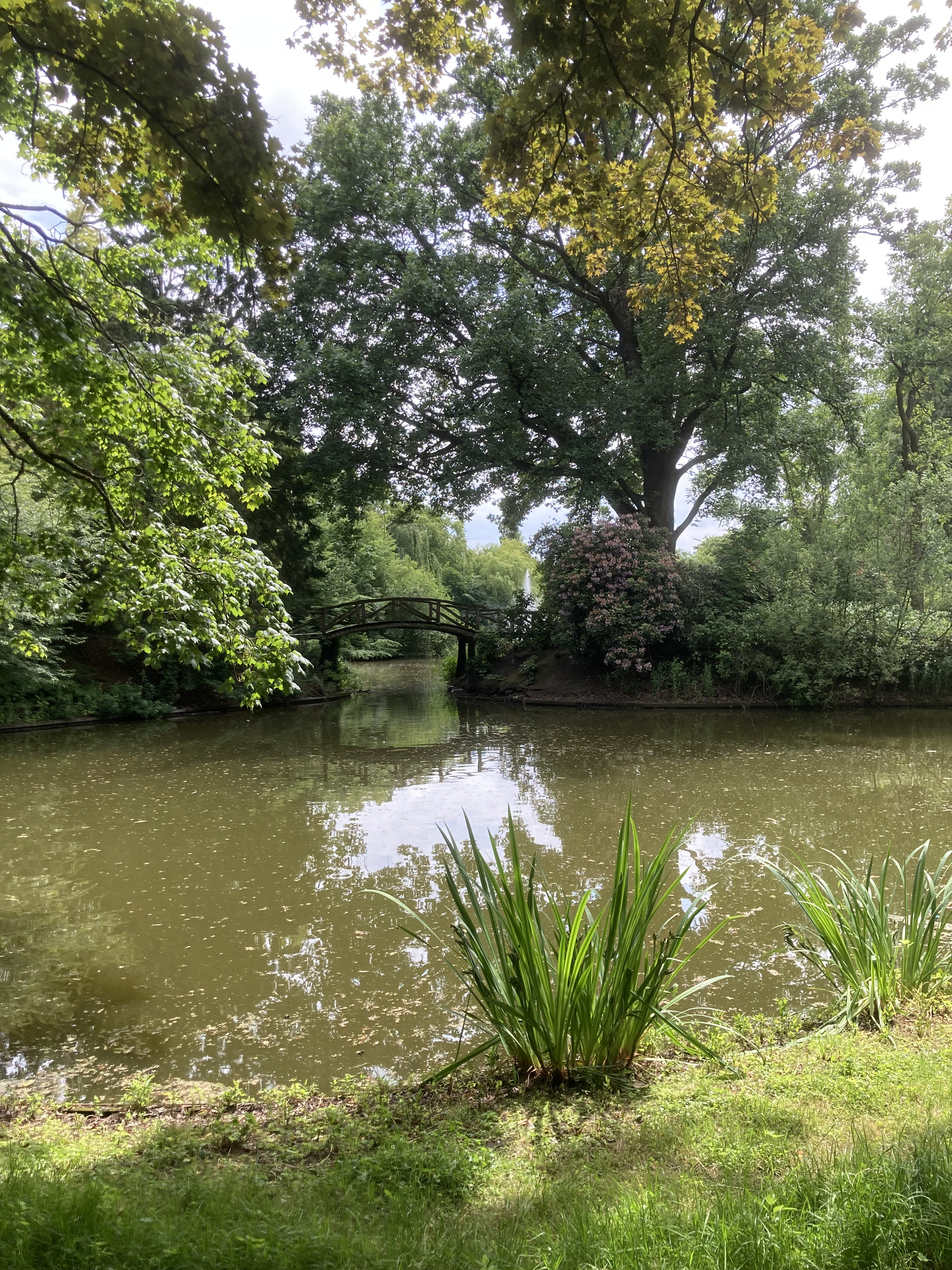
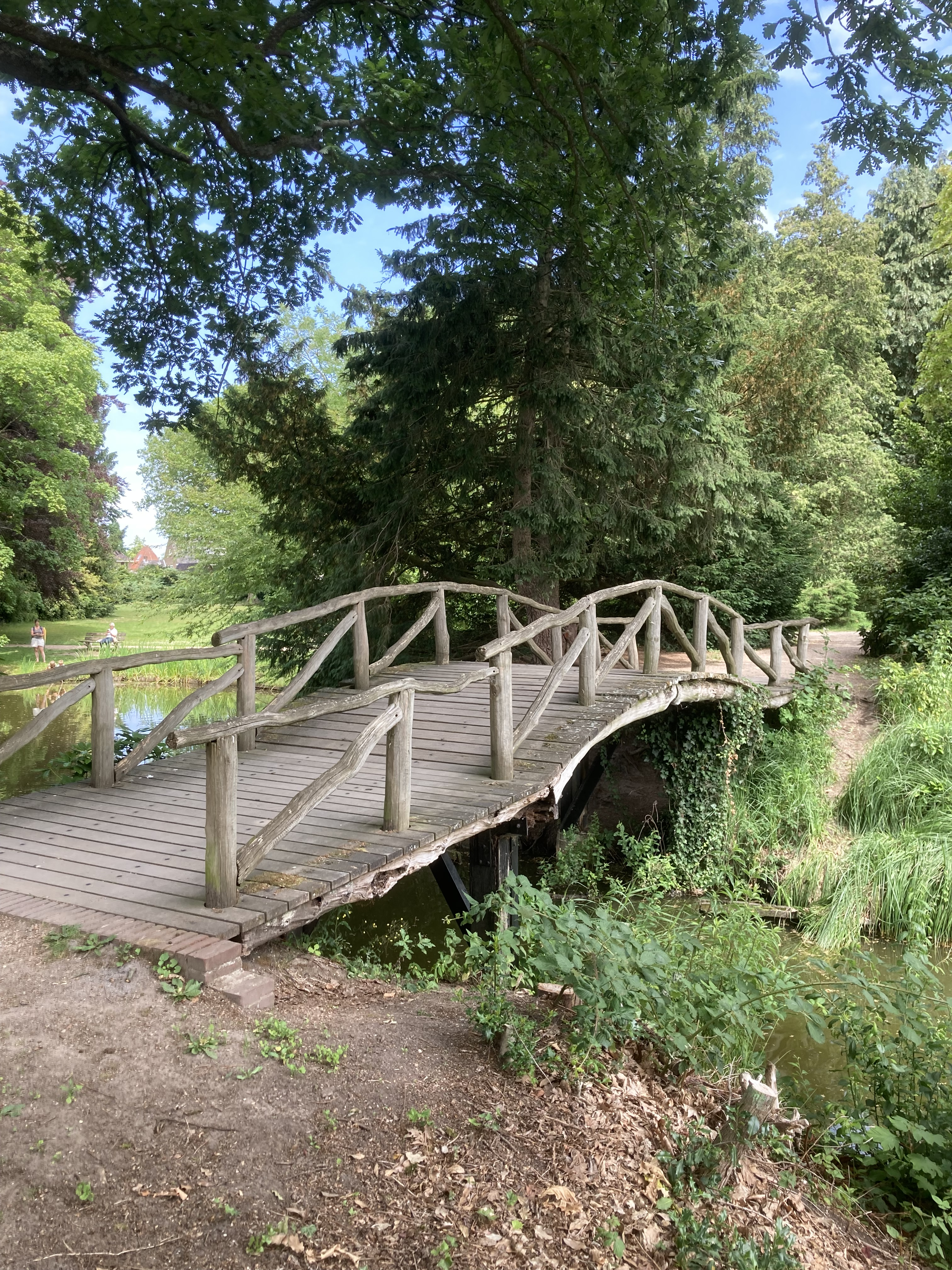
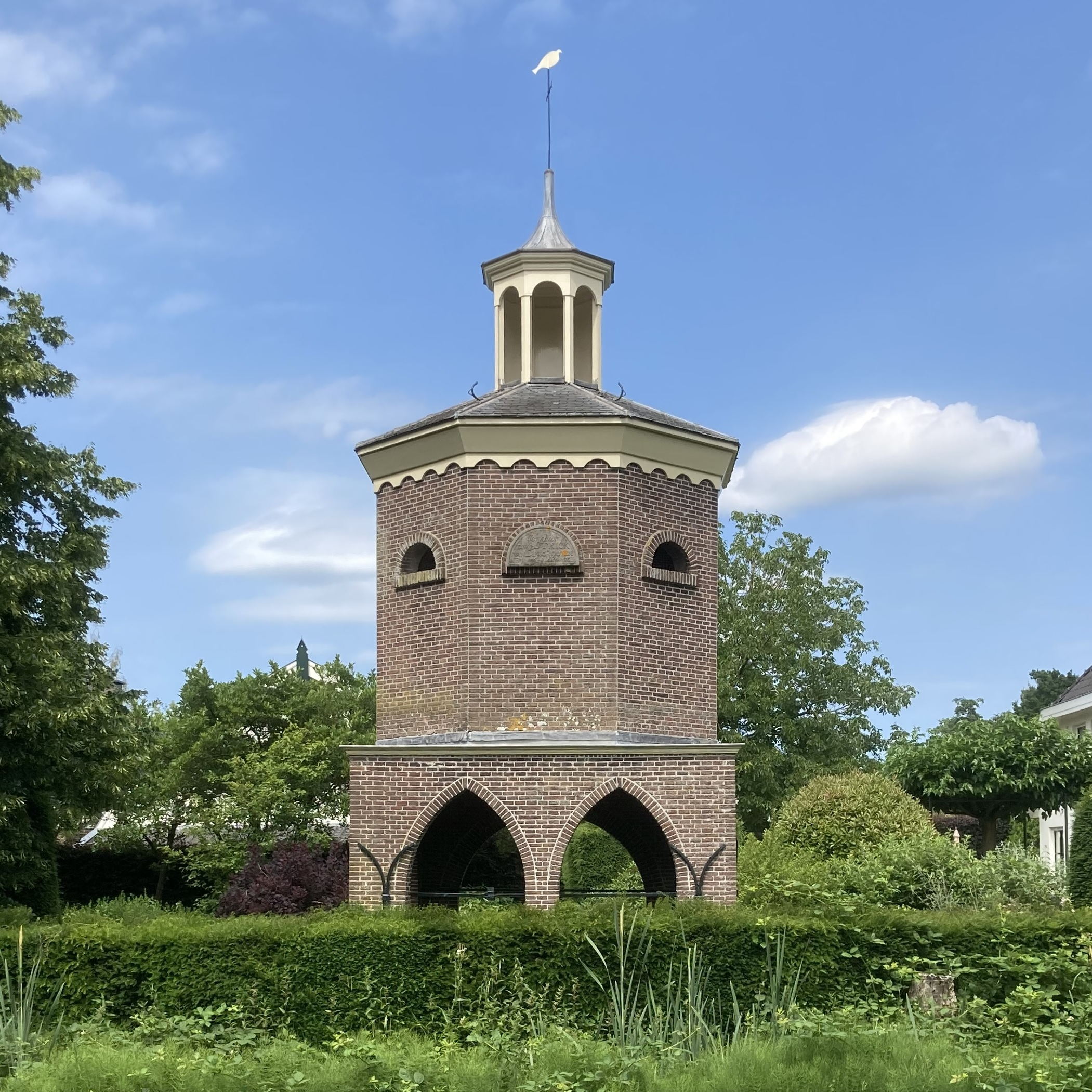
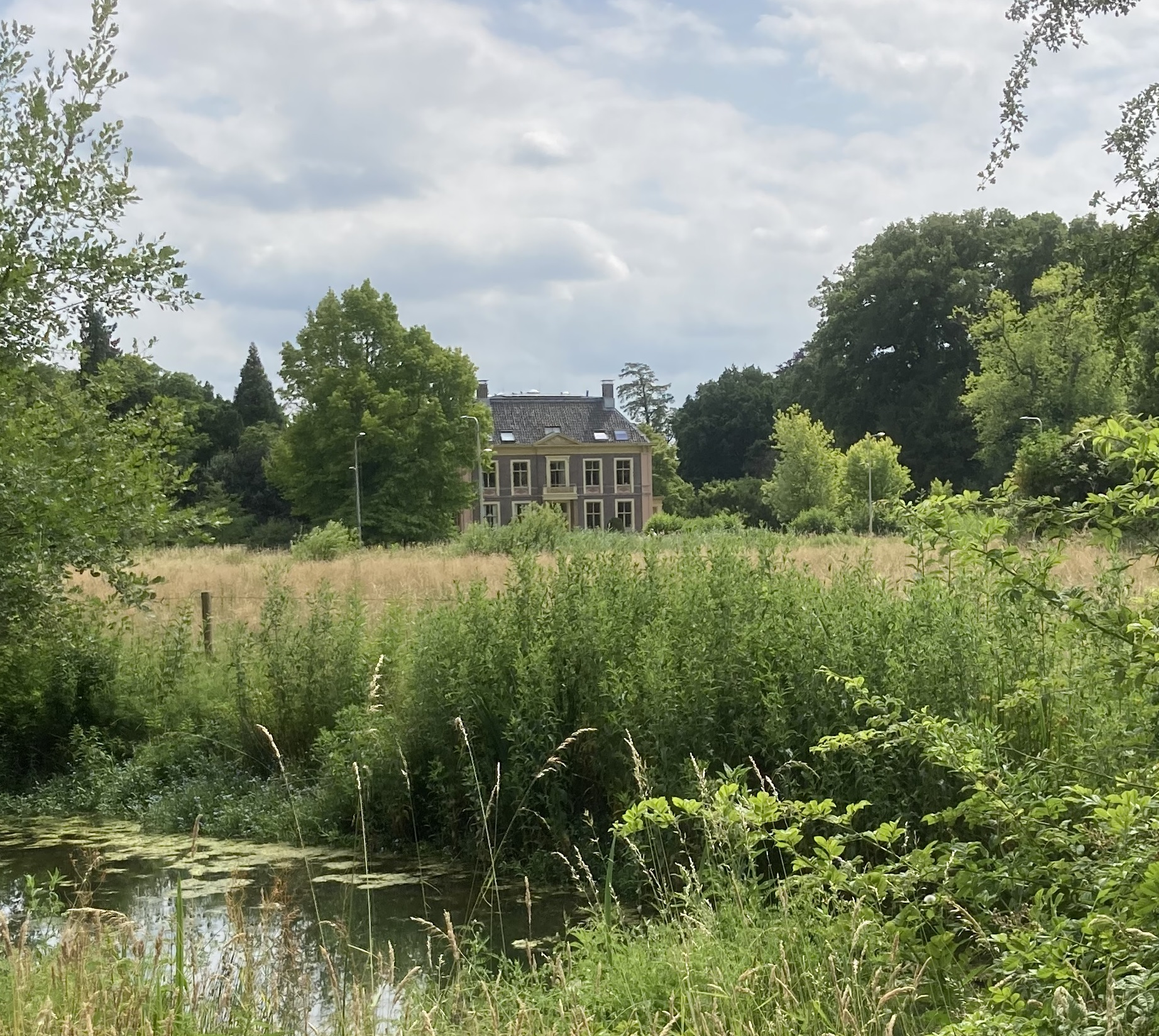
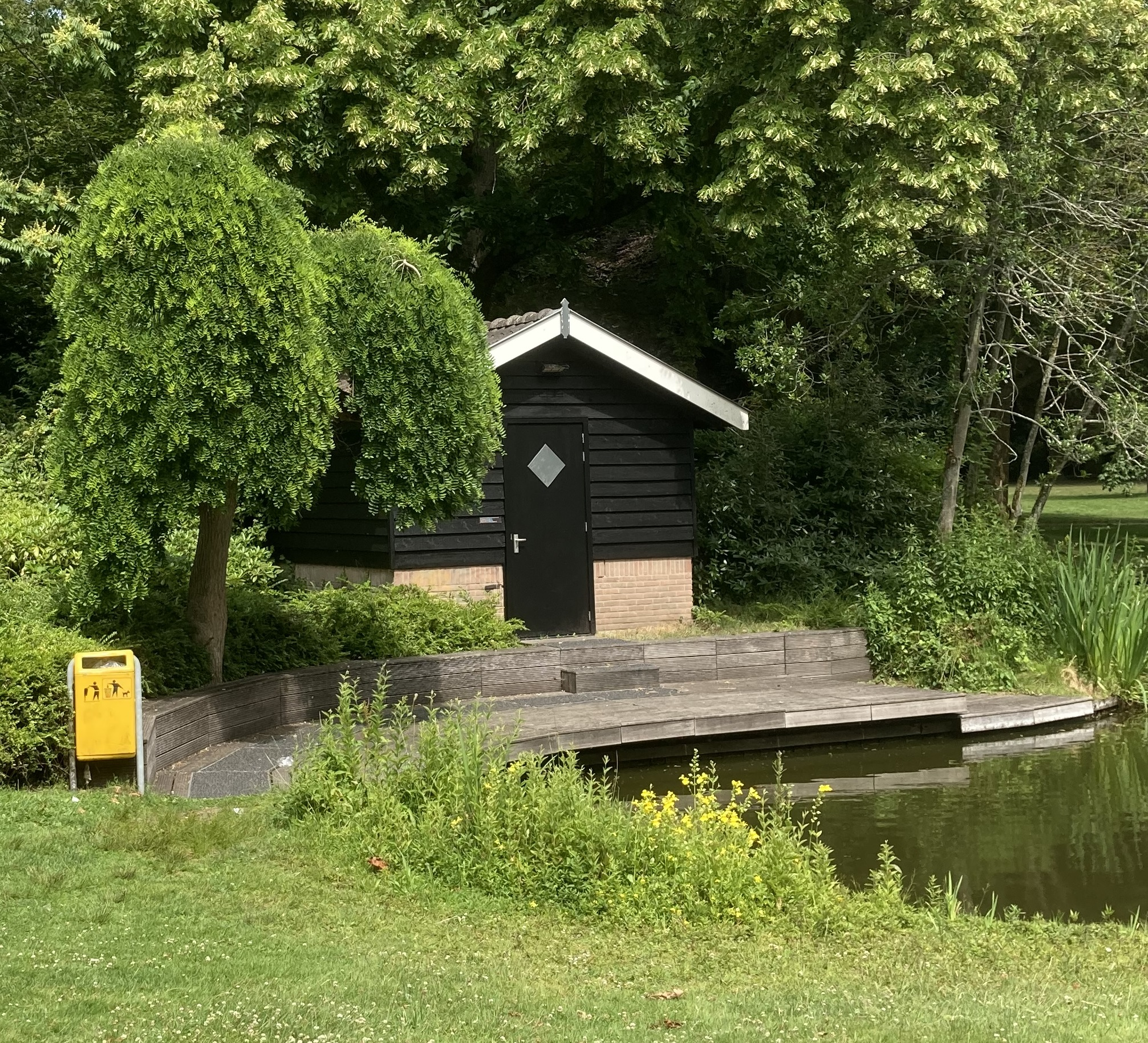